# Multiplay
Multiplay is een techniek waarmee meerdere partijen van een muziekstuk apart kunnen worden opgenomen.
De techniek werd geadverteerd als een mogelijkheid van een viersporige bandrecorder. Een dergelijke bandrecorder kan twee sporen tegelijk afspelen (en na het omkeren van de band de andere twee sporen).
Bij multiplay wordt eerst een opname op het eerste spoor gemaakt, bijvoorbeeld met een viool. Daarna wordt de eerste opname gekopieerd naar het andere spoor, terwijl een nieuwe partij, bijvoorbeeld een fluit, wordt toegevoegd. De opname op het tweede spoor kan weer gekopieerd worden naar het eerste spoor, waarbij weer een partij, bijvoorbeeld een zanger, toegevoegd wordt. Zodoende is het mogelijk dat een persoon met zichzelf een heel orkest vormt.
Nadeel van multiplay is dat er kwaliteitsverlies optreedt door het herhaaldelijk kopiëren. Het wordt dan ook aanbevolen de achtergrondpartijen als eerste op te nemen. 
Aan de andere kant moet worden begonnen met een partij die door het hele muziekstuk hoorbaar is.  Als er lange pauzes vallen in de partij die als eerste opgenomen is, wordt de timing van de latere partijen erg moeilijk.